# 褚伯秀
褚伯秀（？—？），又名师秀，字雪巘（一说号雪巘），宋朝钱塘人。师承范应元。是道教重玄哲学的重要人物。

## 簡介
1246年，西蜀道士范应元在临安道观讲庄子，褚伯秀遂拜于门下从他学习，得契《庄子》。
著有一百零六卷的《南华真经义海纂微》，成书于南宋末年，是众多《庄子》注解中有独到见解的一部。
元灭宋后，宣抚尤平章闻名欲见之，不与交接。事见《宋季忠义录》卷一四、《武林玄妙观志》卷二。